# Équipe de Thaïlande de hockey sur glace
L'équipe de Thaïlande de hockey sur glace est la sélection nationale de la Thaïlande regroupant les meilleurs joueurs thaïlandais de hockey sur glace. Elle est sous la tutelle de la Fédération de Thaïlande de hockey sur glace, membre de la Fédération internationale de hockey sur glace depuis 1989 et n'est pas classée au classement IIHF en 2018.

## Historique
Le premier match officiel de la Thaïlande au niveau international se déroule le 2 février 2003 contre le Japon lors des Jeux asiatiques d'hiver et se solde par une défaite 39 à 0. Dans les jours qui suivent, elle enregistre sa première victoire 4-2 sur la Mongolie. En 2007, elle subit sa plus lourde défaite de son histoire contre le Kazakhstan 52-1. Sa plus large victoire est un succès 29-0 obtenu à deux reprises en 2011 contre le Bahreïn et l'Inde.
La sélection thaïlandaise officie principalement au niveau international lors du Challenge d'Asie et pendant les Jeux asiatiques d'hiver. Son meilleur classement dans ces compétitions sont respectivement une deuxième place décrochée en 2009 et 2012 et une cinquième place en 2003.

## Résultats

### Jeux olympiques
Aucune participation au tournoi olympique de hockey sur glace.
- 2022 - Non qualifié

### Championnats du monde
Première participation lors de l'édition 2019, en qualification pour la Division III.
- 2019 - 3e de Qualification Division III
- 2020 - Annulé en raison du coronavirus
- 2021 - Annulé en raison du coronavirus
- 2022 - 2e de Division IIIB

### Jeux asiatiques d'hiver
- 1986-1999 - Ne participe pas
- 2003 - 5e place
- 2007 - 9e place
- 2011 - 6e place (2e de Division I)
- 2017 - 5e place (1re de Division I)

### Challenge d'Asie
- 2008 - 4e place
- 2009 -
- 2010 -
- 2011 -
- 2012 -
- 2013 - Quart de finaliste
- 2014 - 4e place
- 2015 - 4e place
- 2016 - 4e place
- 2017 -
- 2018 - 5e place

## Entraîneurs
| Période     | Nom des entraîneurs   | Nationalité      |
| ----------- | --------------------- | ---------------- |
| 2010        | Sudjai Sornjai        | Thaïlande        |
| 2011-2012   | Likit Andersson       | Suède/ Thaïlande |
| 2013-2014   | Sudjai Sornjai        | Thaïlande        |
| 2015        | Sakchai Chinanuvatana | Thaïlande        |
| 2016        | Krisada Kasemsunt     | Thaïlande        |
| Depuis 2016 | Juhani Ijäs           | Finlande         |

### Bilan des matchs internationaux
| Équipe              | PJ | V  | N | D  | BP  | BC  | +/- |
| ------------------- | -- | -- | - | -- | --- | --- | --- |
| Bahreïn             | 1  | 1  | 0 | 0  | 29  | 0   | +29 |
| Chine               | 1  | 0  | 0 | 1  | 2   | 24  | -22 |
| Émirats arabes unis | 12 | 3  | 0 | 9  | 37  | 50  | -13 |
| Hong Kong           | 7  | 5  | 0 | 2  | 32  | 24  | +8  |
| Inde                | 2  | 2  | 0 | 0  | 43  | 0   | +43 |
| Indonésie           | 1  | 1  | 0 | 0  | 12  | 0   | +12 |
| Japon               | 1  | 0  | 0 | 1  | 0   | 39  | -39 |
| Kazakhstan          | 1  | 0  | 0 | 1  | 52  | 1   | -51 |
| Kirghizistan        | 1  | 0  | 0 | 1  | 4   | 15  | -9  |
| Koweït              | 8  | 8  | 0 | 0  | 61  | 15  | +36 |
| Macao               | 5  | 5  | 0 | 0  | 27  | 6   | +21 |
| Malaisie            | 8  | 6  | 1 | 1  | 71  | 22  | +49 |
| Mongolie            | 10 | 4  | 0 | 6  | 37  | 46  | +9  |
| Philippines         | 2  | 1  | 0 | 1  | 11  | 9   | +2  |
| Singapour           | 7  | 6  | 0 | 1  | 62  | 2   | +60 |
| Taipei chinois      | 10 | 2  | 0 | 8  | 31  | 64  | -33 |
| Total               | 77 | 44 | 1 | 32 | 460 | 368 | +92 |

## Équipe des moins de 18 ans

### Challenge d'Asie moins de 18 ans
- 2012 -

### Championnat d'Asie-Océanie moins de 18 ans
Lors de l'édition 1998, la sélection thaïlandaise enregistre la plus lourde défaite de l'histoire du hockey international, s'inclinant 92-0 face à la Corée du Sud. Cette compétition n'est plus tenue depuis 2002.
- 1984-1997 - Ne participe pas
- 1998 - 6e place
- 1999 - Ne participe pas
- 2000 - 3e de Division II
- 2001 - 3e de Division II
- 2002 - 6e place